# Bức xạ Askaryan
Các bức xạ Askaryan  còn được gọi là hiệu ứng Askaryan là một hiện tượng mà trong đó một hạt chuyển động nhanh hơn so với giai đoạn vận tốc của ánh sáng trong một môi trường điện môi dày đặc (như muối, nước đá hoặc lớp đất mặt của mặt trăng) tạo ra một cơn mưa hạt mang điện tích thứ cấp trong đó điện tích có tính bất đẳng hướng và do đó phát ra một hình nón bức xạ kết hợp trong tần số vô tuyến hoặc phần vi sóng của phổ điện từ. Nó tương tự như bức xạ Cherenkov. Nó được đặt theo tên của Gurgen Askaryan, một nhà vật lý người Liên Xô-Armenia, người đã khám phá ra nó vào năm 1962.
Bức xạ lần đầu tiên được quan sát bằng thực nghiệm vào năm 2000, 38 năm sau dự đoán lý thuyết của nó. Cho đến nay, hiệu ứng đã được quan sát thấy trong cát silic, đá muối, băng, và bầu khí quyển của Trái đất.
Hiệu ứng là mối quan tâm chính trong việc sử dụng vật chất khối lượng lớn để phát hiện năng lượng neutrino cực cao. Thí nghiệm Anten xung thoáng ở Nam Cực (ANITA) sử dụng ăng-ten gắn vào một quả bóng bay ở Nam Cực để phát hiện bức xạ Askaryan được tạo ra khi neutrino vũ trụ được truyền qua băng. Một số thí nghiệm cũng đã sử dụng Mặt trăng làm máy dò neutrino dựa trên việc phát hiện bức xạ Askaryan.